# フォード・オトサン
フォルデ・オトモティブ・サナイー（Ford Otomotiv Sanayi A.Ş. ）は、フォード・モーターとコチ財閥によって同額出資されているトルコに本拠地を置く自動車メーカー。最初の関係は1928年まで遡ることができ、1977年に現在の形式が成立した。現在国内に5つの拠点を持ち、本社をギョルジュクに、第二拠点をイニョニュに置いている。

## 生産車種

### 旧来車種

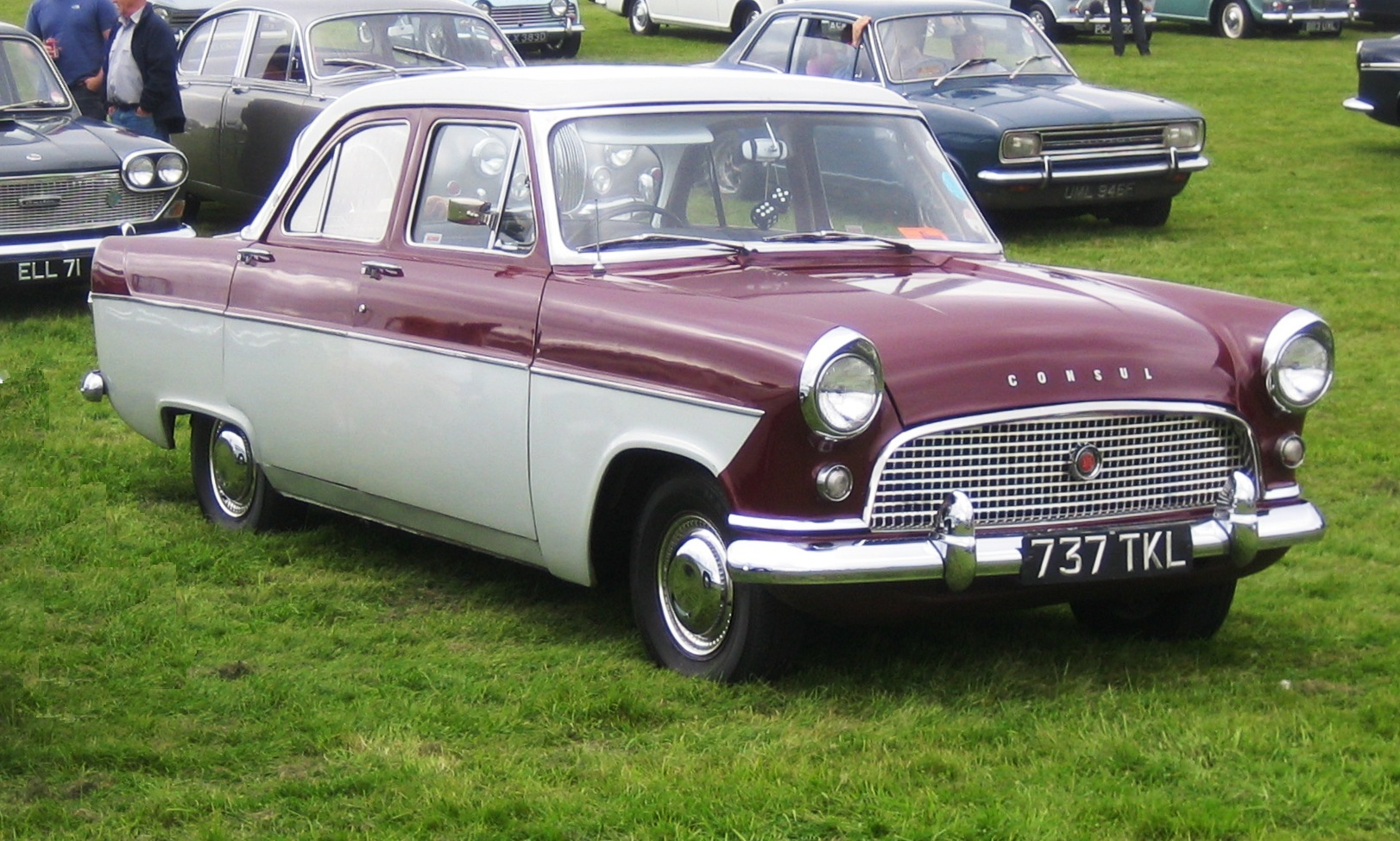
Ford Consul Mk II

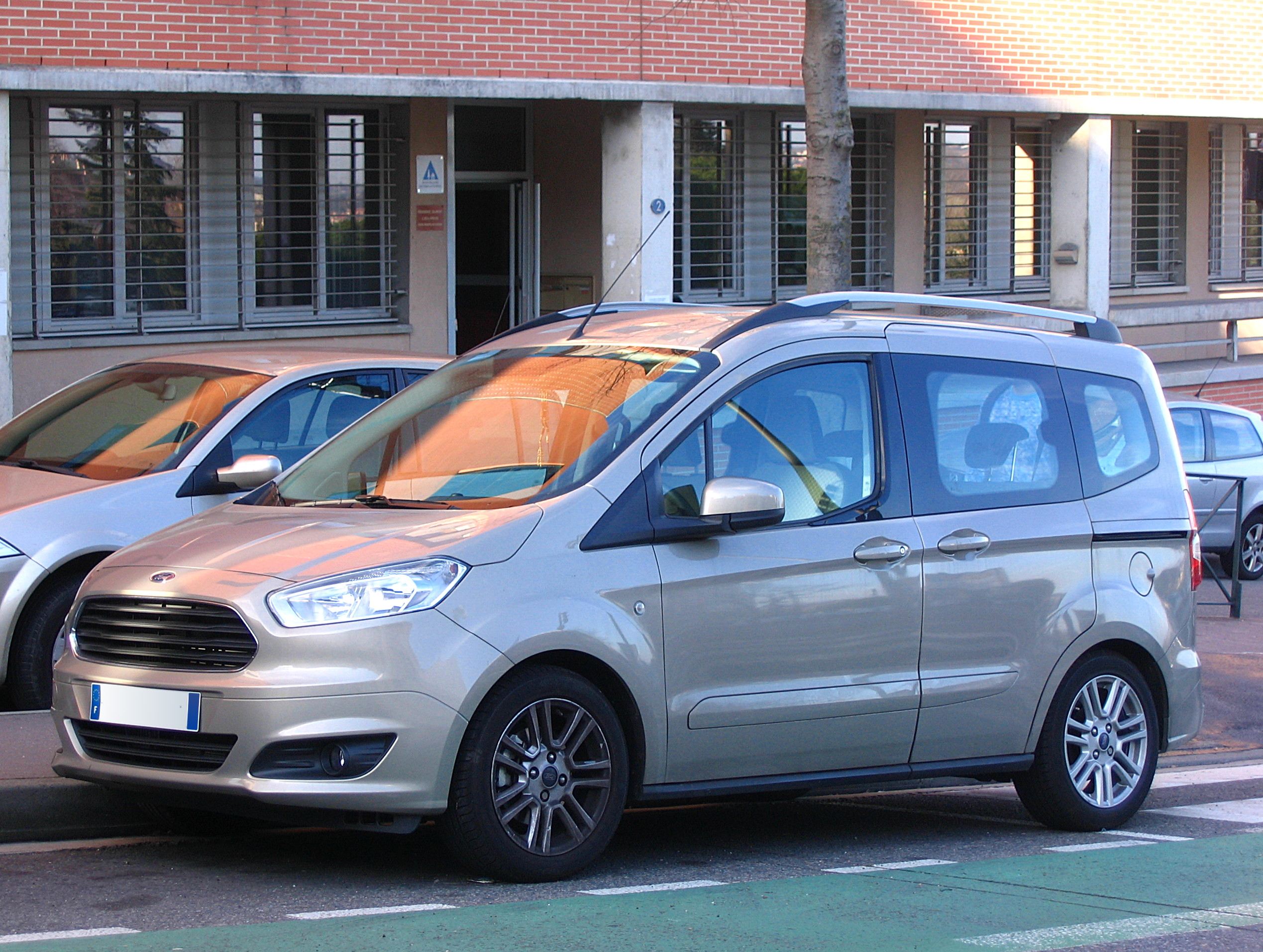
Ford Transit Courier

- Ford Consul (1960–1961)
- Thames Trader (1961–1965)
- Ford D1210 (1965–1983)
- Anadol (1966–1984)
- Anadol STC-16 (1973–1975)
- フォード・タウヌス (1985–1993)
- フォード・エスコート (1993–1999)
- フォード・トランジット コネクト (2002–2013)
- フォード・トランジット (1965–現在)
- Ford Cargo (1983–現在)
- Ford Transit Custom (2012–現在)
- Ford Transit Courier (2014–現在)
- Ford F-MAX heavy truck (2018–現在)[6][7]